# Open Library of Humanities
L'Open Library of Humanities (OLH) és una editora d'accés obert sense ànim de lucre per a humanitats i ciències socials dirigida per Martin Paul Eve i Caroline Edwards. També és una megarevista que es va modelar inicialment a la Public Library of Science (PLoS), però sense estar afiliada a ella.

## Història
L'Open Library of Humanities està finançada per ajuts bàsics de la Fundació Andrew W. Mellon i compta amb el suport d'un consorci de biblioteques que governa junts el seu progrés. Per tant, no cobra cap quota de processament d'articles. També té comitès per coordinar aspectes editorials i tècnics, com ara el Comitè Internacionalització i el Comitè Acadèmic.